# Грієва Зінаїда Миколаївна
Грієва Зінаїда Миколаївна (нар. 14 вересня 1924 — 14 квітня 2013) — українська дитяча письменниця.

## Життєпис
Народилася 14 вересня 1924 року у Кіровограді.
На початку Другої Світової війни була евакуйована в м. Сергач (Горьківська область, Росія).
По закінченню війни ненадовго повернулася на батьківщину, працювала спочатку секретарем-машиністкою інтендантського управління Одеського військового округу, а згодом — секретарем-стенографісткою виробничо-територіального управління Міністерства Землеробства Латвії.
Писати почала для своєї дочки та двох синів. Згодом вона почала відвідувати літоб'єднання при Спілці письменників України, де вона зустрілась з Платоном Воронько. Платон Микитович вельми вимогливо поставився до її спроб писати вірші. натомість порадив більше вдаватися до прози, але писати виключно для дітей. На довгі роки він став її вчителем і редактором.
Другим редактором Зінаїди Миколаївни став дніпропетровський письменник Павло Трохимович Кононенко.
Перше оповідання Зінаїди Миколаївни вийшло в Києві, його надрукувала газета «Юний ленінець».
Протягом десяти років була позаштатним автором журналу «Дошкільне виховання» (Москва).
Писала українською і російською мовами для дітей дошкільного і молодшого шкільного віку.
Померла 14 квітня 2013 року.

## Досягнення
Двічі посідала перше місце в конкурсах «Краще оповідання», лауреат премій ім. О.Крилова, ім. О.Сосюри, В.Підмогильного (2011).

## Творча діяльність
Співавтор збірника «Книжкова веселка: Дитячі письменники рідного краю» (2009, Дніпропетровськ).
Співавтор аудіокниги «Письменники Дніпропетровщини — шкільним бібліотекам» (2012, Дніпропетровськ).
Автор книг:
- «Про маленького бичка» (1974, Київ),
- «Новосели» (1977, Київ),
- «Іринчин сон» (1980, Київ),
- «Белый барашек» (1981, Київ),
- «Найди свою радугу» (1983, Дніпропетровськ),
- «Дудочка» (1991, Київ),
- «Настоящий друг» (1992, Київ),
- «Разумная мышка» (1995, Київ),
- «Цуценятко та Півник» (1998, Дніпропетровськ),
- «Мандрівники» (1999, Дніпропетровськ),
- «Сказки» (2000, Дніпропетровськ),
- «Розумниця Мишка» (2000, Ростов-на-Дону),
- «Мои солнышки» (2000, Дніпропетровськ),
- «Зайкины проказы» (2001, Дніпропетровськ),
- «Забавні малюки» (2002, Дніпропетровськ),
- «Сказка про муравья Пантелея» (2002, Дніпропетровськ),
- «Чому у Жирафа довга шия» (2002, Дніпропетровськ),
- «Девочка с планеты Обезьян» (2002, Дніпропетровськ),
- «Мы — грибочки — леса сыны и дочки» (2004, Дніпропетровськ),
- «Впертий домовичок» (2004, Дніпропетровськ),
- «Мои солнышки-2» (2004, Дніпропетровськ),
- «Про секрет» (2004, Дніпропетровськ),
- «Белый барашек» (2005, Дніпропетровськ),
- «Хрустальное зеркальце» (2005, Дніпропетровськ),
- «Кто в корзинке?» (2005, Дніпропетровськ),
- «Умная мышка» (2005, Ростов-на-Дону),
- «Приключения горшечника» (2006, Дніпропетровськ),
- «Лесная сказка» (2006, Дніпропетровськ),
- «Близнюки» (2007, Дніпропетровськ),
- «Дніпряночка» (2007, Дніпропетровськ),
- «Святая троица» (2007, Дніпропетровськ),
- «Сказочная азбука» (2009, Дніпропетровськ),
- «Мій Квачик» (2010, Дніпропетровськ),
- «Бобик-слідопит» (2010, Дніпропетровськ),
- «Зайчикові витівки» (2012, Дніпропетровськ),
- «Пригоди Вузлика» (2012, Дніпропетровськ),
- «Веселка для Мавпочки» (2012, Дніпропетровськ).

## Відео
- Грієва Зінаїда Миколаївна на YouTube